# Universidade da Zâmbia
A Universidade da Zâmbia (UNZA) é uma universidade pública localizada em Lusaca, Zâmbia. É a maior, mais conceituada e mais antiga instituição de ensino superior da Zâmbia. A universidade foi fundada em 1965 e aberta oficialmente ao público em 12 de julho de 1966. A língua de ensino é o inglês.

## História
As discussões para criação da Universidade da Zâmbia remontam a antes da Segunda Guerra Mundial, quando foi concebida a ideia de estabelecer uma instituição chamada "Universidade da Rodésia do Norte". No entanto, os planos foram interrompidos em função do conflito. Com o fim da guerra, o governo colonial britânico instituiu planos para a criação de um Colégio Universitário da África Central devido ao estabelecimento novas de instituições de ensino superior em vários pontos da África.
Foi nomeada uma comissão para investigar os requisitos para criação de um colégio superior e, posteriormente, recomendou a criação de uma faculdade de ensino superior. Uma investigação subsequente sobre a necessidade de ensino superior para os povos da Rodésia do Norte, Rodésia do Sul e Niassalândia foi conduzida por Sir Alexander Carr-Saunders em 1952, com um relatório de acompanhamento apresentado em março de 1953. O Governo da Rodésia do Sul aceitou a criação de um Colégio Universitário multirracial, e a comissão, consequentemente, recomendou que uma instituição fosse estabelecida em Salisbúria. No entanto, um relatório minoritário escrito por Alexander Kerr apresentou um contra-argumento sugerindo que o estabelecimento de uma instituição de ensino superior com base na igualdade entre raças não era viável e, portanto, recomendou que uma universidade para não-europeus fosse criada em Lusaca.
O clima político, como resultado da luta pela independência, no final da década de 1950 e início da década de 1960, tornou menos favorável a ideia de um Colégio Universitário da Rodésia. Como resultado, foram iniciados planos para solicitar apoio para o estabelecimento de uma instituição de ensino superior em Lusaca. Em março de 1963, o novo governo da Rodésia do Norte nomeou uma comissão, a Comissão Lockwood, liderada por Sir John Lockwood para avaliar a viabilidade de criação de uma universidade para a Rodésia do Norte. A comissão colocou muita ênfase na autonomia e, portanto, recomendou o estabelecimento de uma universidade sem vínculos com universidades já estabelecidas na Grã-Bretanha. O relatório também recomendou o estabelecimento da Universidade da Zâmbia como uma universidade de pleno direito desde o início.
Um "Conselho Provisório da Universidade da Zâmbia" foi criado após a promulgação da Lei da Universidade da Zâmbia de 1965. Em julho de 1965, Douglas G. Anglin foi nomeado Vice-Chanceler e, em outubro de 1965, o Presidente Kenneth Kaunda deu parecer favorável à Lei. nº 66 da lei de 1965.
A Universidade da Zâmbia foi inaugurada em 13 de julho de 1966, após a nomeação do Presidente Kenneth Kaunda como primeiro Chanceler em 12 de julho de 1966.
Após a sua libertação da prisão, o líder revolucionário e político sul-africano anti-apartheid, Nelson Mandela, dirigiu-se aos estudantes da Universidade da Zâmbia em fevereiro de 1990, na sua primeira viagem ao estrangeiro e no primeiro discurso universitário desde a sua libertação.